# روز پرچم در مکزیک
دیا لا پاندا (روز پرچم) یک روز تعطیل ملی در مکزیک است. روز پرچم هر ساله در ۲۴ فوریه از زمان اجرای آن در سال ۱۹۳۷ جشن گرفته می‌شود. این توسط رئیس‌جمهور مکزیک، ژنرال لازارو کاردناس، در مقابل بنای ژنرال Vicente Guerrero تأسیس شد؛ گوررو اولین بار در دوازدهم ماه مارس، ۱۸۲۱، وفاداری به پرچم مکزیکی را به عهده گرفت.